# جيرار دي نرفال
جيرار دي نرفال (بالفرنسية: Gérard de Nerval)‏ من الفترة (22 مايو 1808 - 26 يناير 1855)، أديب فرنسي وشاعر وكاتب مقالات ومترجم، اسمه الحقيقي جيرار لابروني (بالفرنسية: Gérard Labrunie)‏.

## روابط خارجية
- جيرار دي نرفال على موقع IMDb (الإنجليزية)
- جيرار دي نرفال على موقع الموسوعة البريطانية (الإنجليزية)
- جيرار دي نرفال على موقع ألو سيني (الفرنسية)
- جيرار دي نرفال على موقع ميوزك برينز (الإنجليزية)
- جيرار دي نرفال على موقع إن إن دي بي (الإنجليزية)
- جيرار دي نرفال على موقع ديسكوغز (الإنجليزية)
- جيرار دي نرفال على موقع قاعدة بيانات الفيلم (الإنجليزية)